# Воронова, Татьяна Сергеевна
Татьяна Сергеевна Воронова (12 февраля 1997, Глазов, Удмуртия) — российская биатлонистка, чемпионка России. Мастер спорта России.

## Биография
В середине 2010-х годов выступала в юниорских соревнованиях за Удмуртию, позднее стала представлять Ханты-Мансийский автономный округ (г. Ханты-Мансийск). Первый тренер — Куликов Сергей Кузьмич, позднее тренировалась у Н. А. Замородских, В. П. Захарова.
Победительница и призёр различных юниорских соревнований, в том числе чемпионка России среди юниоров в командной гонке (2017), бронзовый призёр первенства России в эстафете по летнему биатлону в составе сборной ХМАО (2017), победительница всероссийского соревнования в спринте (декабрь 2018). Победительница зимней Спартакиады молодежи России 2016 года в эстафете в составе команды Удмуртии.
На юниорском чемпионате мира 2019 года в Осрбли заняла четвёртое место в индивидуальной гонке, была 10-й в спринте и 24-й в пасьюте. В том же году принимала участие в юниорском чемпионате Европы в Шушёэне, где лучшим результатом стало 35-е место в спринте. Участница юниорского Кубка IBU в сезоне 2018/19.
На взрослом уровне в 2020 году стала чемпионкой России в командной гонке в составе сборной ХМАО. Призёр этапа Кубка России в эстафете.